# Qingshania cercida
Qingshania cercida è un pesce osseo estinto, appartenente ai parasemionotiformi. Visse nel Triassico inferiore (Olenekiano, circa 249 - 248 milioni di anni fa) e i suoi resti fossili sono stati ritrovati in Cina.

## Descrizione
Questo pesce era di dimensioni medio-piccole, e non doveva superare di molto i 15 centimetri di lunghezza. Possedeva un corpo fusiforme slanciato, simile a una navetta. Le scaglie erano romboidali e ricoperte da uno spesso strato di ganoina, con una parte posteriore esposta era liscia. 
Il preopercolo era stretto e alto, fusiforme e verticale. Qingshania differiva dall'affine Jurongia principalmente per la forma del corpo lunga e fusiforme, per il subopercolo relativamente largo e il preopercolo più stretto e fusiforme. Qingshania era simile a Watsonulus nella forma e nelle dimensioni dell'opercolo e del subopercolo, ma Qingshania possedeva un preopercolo fusiforme mentre il preopercolo di Watsonulus era ovoidale.

## Classificazione
Qingshania è un rappresentante dei parasemionotiformi, un gruppo di pesci ganoidi affini agli amiiformi e tipici del Triassico. Qingshania cercida venne descritto per la prima volta nel 2002 da Liu, sulla base di resti fossili quasi completi provenienti dalla formazione Qinglong sul monte Qingshan nei pressi di Jurong, nella provincia di Jiangsu in Cina. Altri fossili attribuiti a questa specie sono stati ritrovati nella formazione Helongshan sul monte Majiashan nella zona di Chaohu nella provincia di Anhui. 